# 湳仔溝
湳仔溝是淡水河水系的河溝，位於台灣新北市板橋區。所謂的「湳仔」即為沖積區、沼澤地區或濕地。大漢溪的溪水流入台北盆地後，流速減緩，泥沙淤積，使得湳仔溝下游右岸部份遍佈沼澤，湳仔溝因而得名。現今板橋地名「湳雅」、「南雅」均來自「湳仔」的雅化。
湳仔溝在舊時可作為灌溉、航運之用，可運送稻米或茶葉、樟腦，再經大漢溪轉運至淡水河沿岸。後來因泥沙淤積、河道改變，造成原先功能逐漸喪失。加上近年來人口數上昇，為因應都市開發後防洪及交通需求，遂演變為提供市區降雨排水使用。

## 水文
湳仔溝昔日發源於土城區媽祖田山谷間的集水區，循大安圳圳路，經土城工業區，在城林大橋以下河段加蓋，在浮洲橋附近的新興橋前流出涵洞，以露天方式往下流，經湳興橋，於四汴頭抽水站流入大漢溪。昔日湳仔溝的水源主要自大漢溪、大安圳溪流等，因大漢溪水源部份已因浮洲橋旁的臺北捷運土城機廠設廠而被填掉，主要水源來自大安圳支線，而且因為污水幹管仍未佈建完成，大量民生污水自大安圳支線流到湳仔溝，因此造成湳仔溝的水髒臭不堪。在多次民間與官方協調，除了保留外並發起整治工程，經歷14年工程逐步優化，於2021年恢復自然生態。

## 歷史
- 1982年以前：湳仔溝原屬大漢溪支流。
- 1982年：大台北防洪計畫中浮洲堤防興建，大漢溪水改道不再流入[5]。
- 1995年：湳仔溝上游填土，進行捷運土城機廠土方工程[6]。
- 2008年起，持續進行「湳仔溝水質整體改善工程」以及「湳仔溝整治及綠美化工程」[7][3][4]。

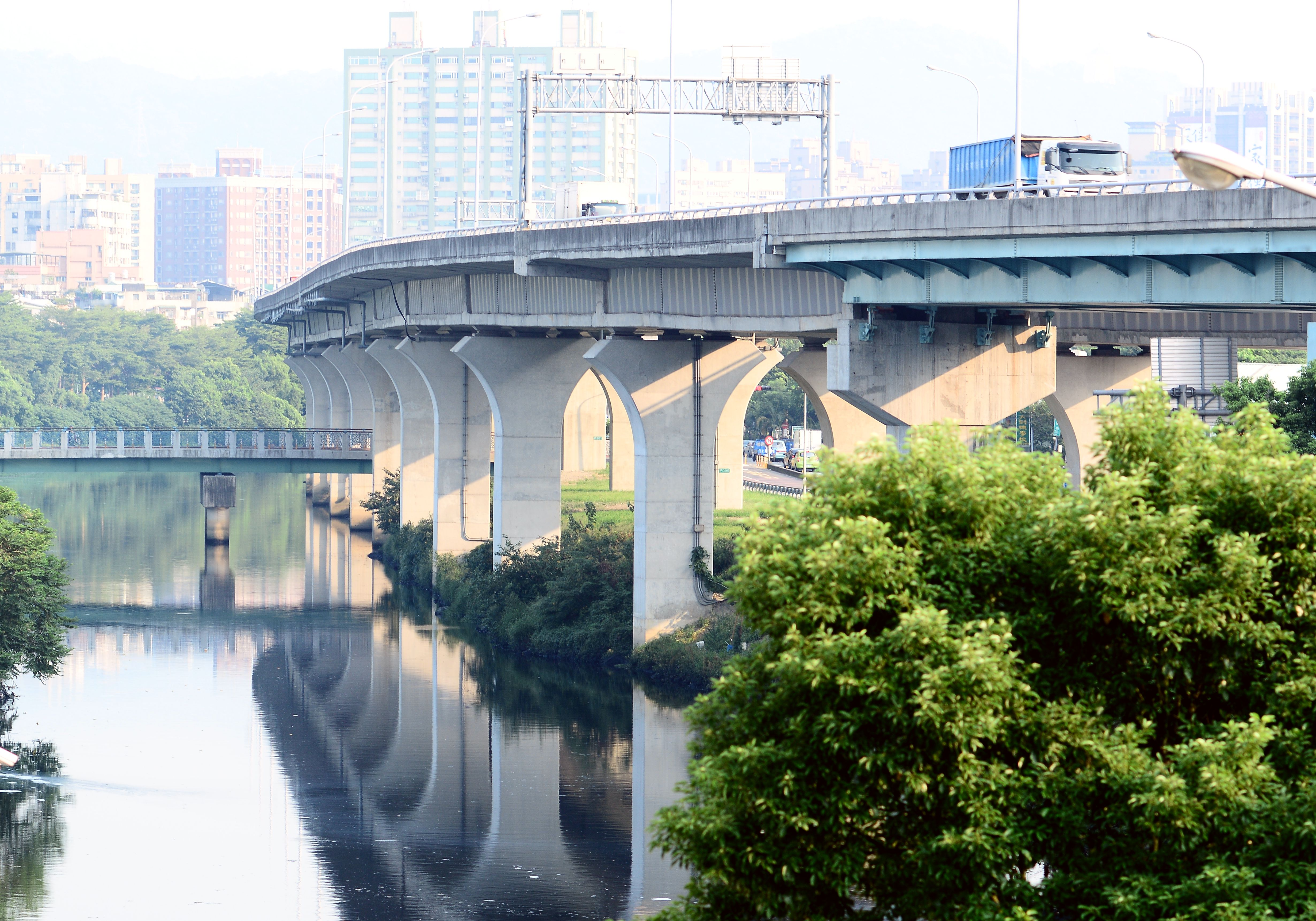
湳仔溝vs台65線
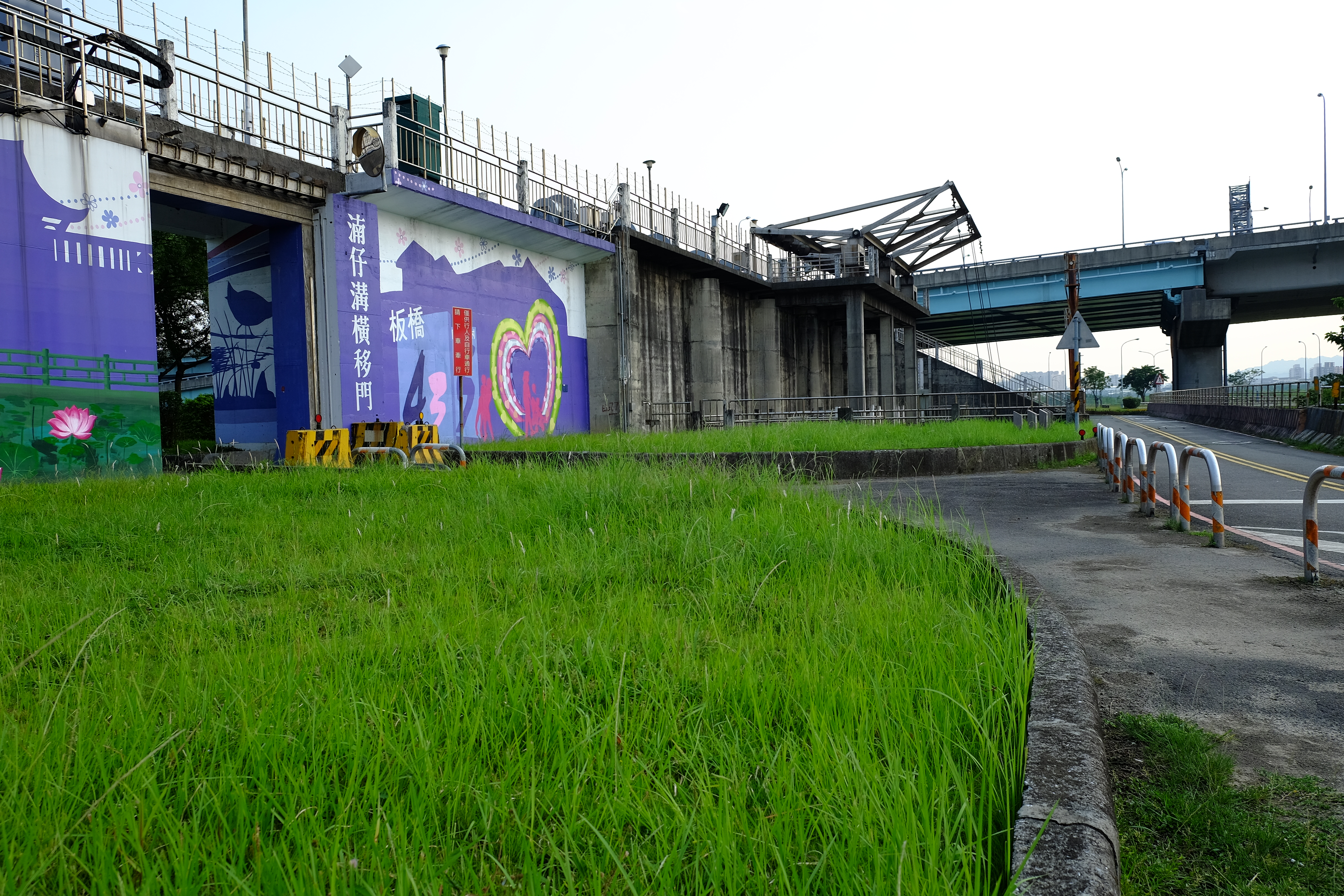
湳仔溝橫移門

## 橋樑
由下游上溯，依序有：
- 華香橋
- 環河橋
- 南興橋：屬於市道114號，連接館前西路與大觀路一段。
- 津渡橋：人行景觀路橋，串聯左右兩岸自行車道及湳雅夜市。[8]
- 大觀橋
- 台65線板橋二交流道之引道
- 大觀路一段27巷179弄上的無名橋樑
- 湳仔橋：連接遠東路。
- 番園橋
- 亞東橋

## 交通
湳仔溝左、右岸平面道路為板城路與環河路，左岸有快速公路台65線的高架橋。